# Erythrodiplax hyalina
Erythrodiplax hyalina is een libellensoort uit de familie van de korenbouten (Libellulidae), onderorde echte libellen (Anisoptera).
De wetenschappelijke naam Erythrodiplax hyalina is voor het eerst geldig gepubliceerd in 1907 door Förster.